# Список португальських колоніальних фортів

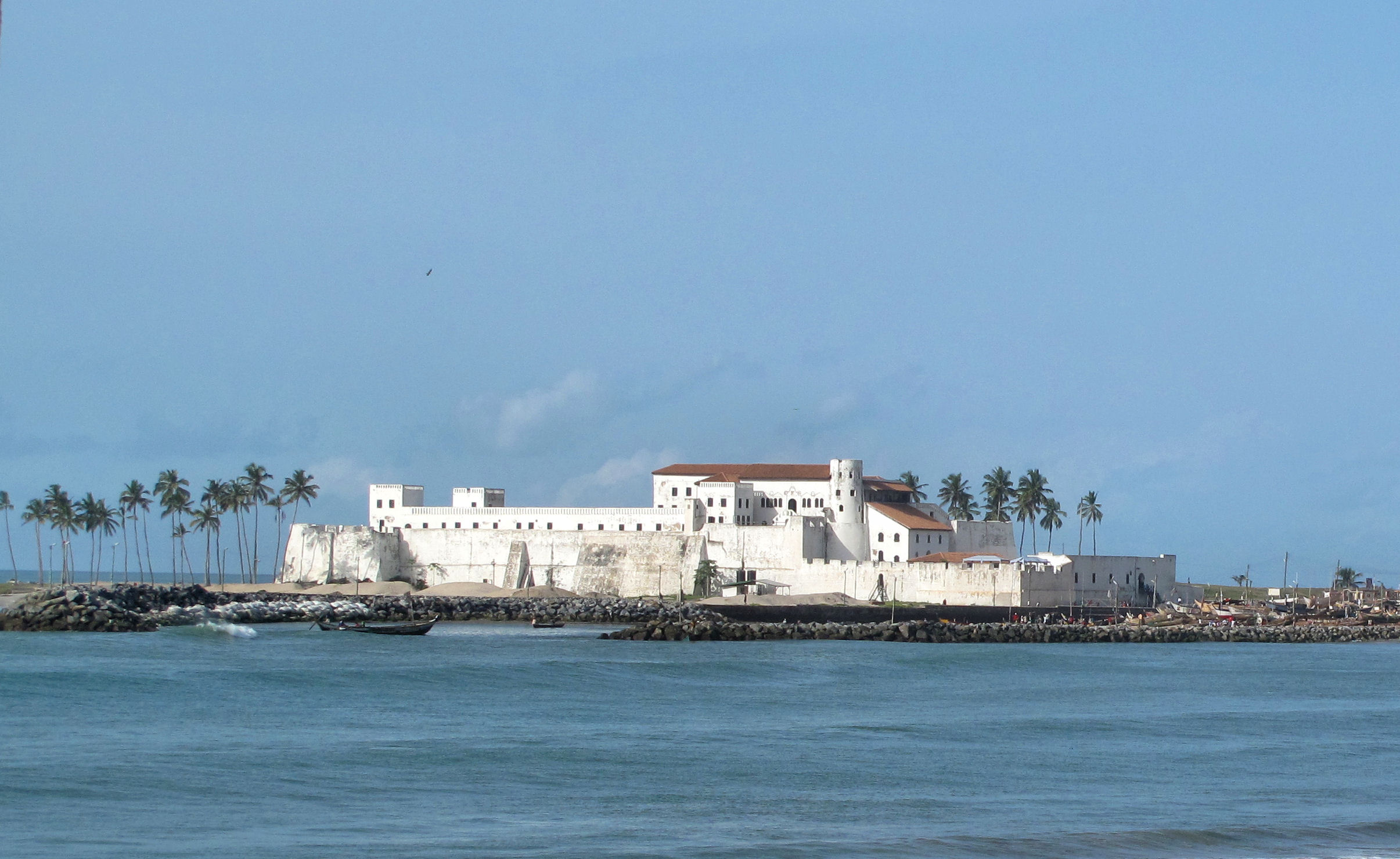
Сан-Жоржи-да-Міна в місті Ельміна, Гана

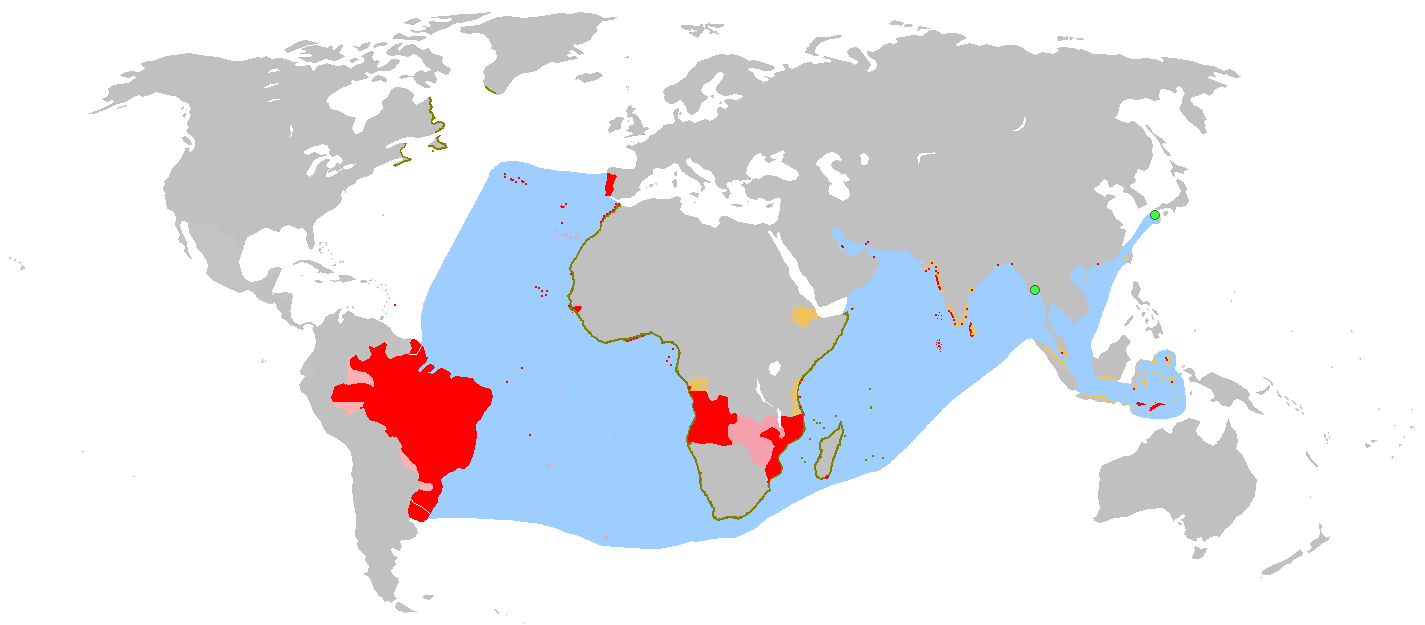
Карта Португальської імперії та її претензій, фортів, торгових вод та економічних інтересів.

У цій статті будуть перераховані всі укріплення, які були збудовані португальцями, або за їх наказом, по всьому світу. Усі форти у цьому списку знаходяться за межами сучасної території Португалії та були побудовані з метою колонізації та португальської заморської імперії .
Португальські дослідники відкрили багато земель і морських шляхів у XV-XVIII століттях в Добу великих географычних відкриттів. По дорозі вони будували форпости та фортеці, багато з яких існують і сьогодні по всьому світу. Подібні за дизайном їх часто легко впізнати, хоча вони не знаходяться в португальських руках уже багато років чи століть.

## Список фортів за континентом

### Африка
| Назва                                                                           | Побудовано | Стан        | Зображення | Місце                | Країна              | Історія |
| ------------------------------------------------------------------------------- | ---------- | ----------- | ---------- | -------------------- | ------------------- | --- |
| Форт Кашеу (порт. Forte de Cacheu)                                              | 1588       | Неушкоджено |            | Кашеу                | Гвінея-Бісау        | Португалія (1588—1974)                                                                                              |
| Королівський замок Могадор (порт. Castelo Real de Mogador)                      | 1506       | Знищено     |            | Ес-Сувейра (Марокко) | Марокко             | Португалія (1506—1510) Марокко (1510—18 століття)                                                                   |
| Сан-Жоржи-да-Міна (порт. Castelo de São Jorge da Mina)                          | 1482       | Неушкоджено |            | Ельміна              | Гана                | Португалія (1482—1637) Нідерланди (1637—1872) Велика Британія (1872—1957)                                           |
| Форт Ісус (порт. Forte Jesus de Mombaça)                                        | 1593-1596  | Неушкоджено |            | Момбаса              | Кенія               | Португалія (1593—1698, 1728—1729) Оман (1698—1741, 1837—1895) Місцевий уряд (1741—1837) Велика Британія (1895—1963) |
| Форт Сан-Жоао Баптиста де Ажуда (порт. Fortaleza de São João Baptista de Ajudá) | 1721       | Неушкоджено |            | Уїда                 | Бенін               | Португалія (1721—1961)                                                                                              |
| Королівський форт Сан-Філіпе (порт. Forte Real de São Filipe)                   | 1587-1593  | Неушкоджено |            | Сідаде-Веля          | Кабо-Верде          | Португалія (1587—1975)                                                                                              |
| Форт Святого Антонія (порт. Forte de Santo António)                             | 1515       | Неушкоджено |            | Аксім                | Гана                | Португалія (1515—1642) Нідерланди (1642—1872) Велика Британія (1872—1957)                                           |
| Форт Сан-Себастьян-де-Шама (порт. Forte São Sebastião de Xama)                  | 1520-1526  | Неушкоджено |            | Шама (Гана)          | Гана                | Португалія (1520—1642) Нідерланди (1642—1872) Велика Британія (1872—1957)                                           |
| Форт Сан-Каетано-де-Софала (порт. Forte de São Caetano de Sofala)               | 1505       | Знищений    |            | Софала               | Мозамбік            | Португалія (1505—1975)                                                                                              |
| Фортеця Сан-Себастьян (порт. Fortaleza de São Sebastião)                        | 1558       | Неушкоджено |            | Мозамбік (острів)    | Мозамбік            | Португалія (1558—1975)                                                                                              |
| Форт Сан-Себастьяу (Сан-Томе) (порт. Forte de São Sebastião)                    | 1575       | Неушкоджено |            | Сан-Томе (місто)     | Сан-Томе і Принсіпі | Португалія (1575—1641, 1644—1975) Нідерланди (1641—1644)                                                            |
| Фортеця Сан-Хосе да Амура (порт. Fortaleza de São José da Amura)                | 1697       | Відновлено  |            | Бісау                | Гвінея-Бісау        | Португалія (1697—1974)                                                                                              |
| Форт герцога де Браґанса (порт. Forte Duque de Bragança)                        | 1820       | Руїни       |            | Острів Саль-Рей      | Кабо-Верде          | Португалія (1820—1975)                                                                                              |
| Форт де Сан-Лоренсу (порт. Fortim de São Lourenço)                              | 1695       | Неушкоджено |            | Мозамбік (острів)    | Мозамбік            | Португалія (1695—1975)                                                                                              |
| фортеця Камбамбе (порт. Fortaleza de Cambambe)                                  | 1604       | Руїни       |            | Камбамбе             | Ангола              | Португалія (1604—1975)                                                                                              |
| Фортеця Муксіма (порт. Fortaleza da Muxima)                                     | 1599       | Неушкоджено |            | Муксіма              | Ангола              | Португалія (1599—1641, 1648—1975) Нідерланди (1641—1648)                                                            |
| Фортеця Сан-Мігель де Луанда (порт. Fortaleza de São Miguel de Luanda)          | 1576       | Неушкоджено |            | Луанда               | Ангола              | Португалія (1576—1641, 1648—1975) Нідерланди (1641—1648)                                                            |
| Фортеця Мазаґау (порт. Praça-forte de Mazagão)                                  | 1514       | Неушкоджено |            | Мазарґан             | Марокко             | Португалія (1514—1769) Марокко (1769—1912) France (1912—1956)                                                       |
| Королівські стіни Сеути                                                         | 1540-і     | Неушкоджено |            | Сеута                | Іспанія             | Португалія (1415—1668)                                                                                              |

### Америки
| Name                                                                                | Built     | Condition   | Image | Місце                          | Країна   | Історія                                                                                |
| ----------------------------------------------------------------------------------- | --------- | ----------- | ----- | ------------------------------ | -------- | -------------------------------------------------------------------------------------- |
| Форт Сантана (порт. Forte de Santana)                                               | 1775      | Руїни       |       | Фернанду-ді-Норонья            | Бразилія | Португалія (1775—1822)                                                                 |
| Фортеця Успіння Богоматері (порт. Fortaleza de Nossa Senhora da Assunção)           | 1812      | Неушкоджено |       | Форталеза                      | Бразилія | Португалія (1812—1822)                                                                 |
| Фортеця Носса-Сеньйора-да-Консейсау (порт. Fortaleza de Nossa Senhora da Conceição) | 1718      | Неушкоджено |       | Ріо-де-Жанейро                 | Бразилія | Португалія (1718—1822)                                                                 |
| Фортеця Носса-Сеньйора-душ-Празереш (порт. Fortaleza de Nossa Senhora dos Prazeres) | 1767-1769 | Неушкоджено |       | Паранагуа                      | Бразилія | Португалія (1767—1822)                                                                 |
| Фортеця Санта-Крус-да-Барра (порт. Fortaleza de Santa Cruz da Barra)                | 1612      | Неушкоджено |       | Нітерой                        | Бразилія | Португалія (1612—1822)                                                                 |
| Фортеця Санта-Круш-де-Анятомірім (порт. Fortaleza de Santa Cruz de Anhatomirim)     | 1739-1744 | Неушкоджено |       | Говернадор Сельсу Рамуш        | Бразилія |                                                                                        |
| Фортеця Санта-Тереза (порт. Fortaleza de Santa Teresa)                              | 1762      | Неушкоджено |       | Національний парк Санта-Тереза | Уругвай  | Португалія (1762—1763) Іспанія (1763—1816) Португалія (1816—1822) Бразилія (1822—1828) |
| Форт Носса-Сеньйора-душ-Ремедіуш (порт. Forte de Nossa Senhora dos Remédios)        | 1737      | Руїни       |       | Фернанду-ді-Норонья            | Бразилія | Португалія (1737—1822)                                                                 |
| Форт Санта-Марія (порт. Forte de Santa Maria)                                       | 1614      | Неушкоджено |       | Салвадор (Бразилія)            | Бразилія | Португалія (1614—1822) Нідерланди (1624—1625)                                          |
| Форт Санто-Антоніу-Алем-ду-Карму (порт. Forte de Santo Antônio Além do Carmo)       | 1695-1703 | Неушкоджено |       | Салвадор (Бразилія)            | Бразилія | Португалія (1695—1822)                                                                 |
| Форт Санто-Антоніу-да-Барра (порт. Forte de Santo Antônio da Barra)                 | 1596      | Відновлено  |       | Салвадор (Бразилія)            | Бразилія | Португалія (1596—1822) Нідерланди (1624—1625)                                          |
| Фортеця Сан-Діоґу (порт. Forte de São Diogo)                                        | 1609      | Неушкоджено |       | Салвадор (Бразилія)            | Бразилія | Португалія (1609—1822) Нідерланди (1624—1625)                                          |
| Фортеця Сан-Лоренсу (порт. Forte de São Lourenço)                                   | 1631      | Відновлено  |       | Ітапаріка (острів)             | Бразилія | Португалія (1631—1822) Нідерланди (1647)                                               |
| Форт Рейш-Маґуш (порт. Forte de São Lourenço)                                       | 1599      | Неушкоджено |       | Натал (Ріу-Гранді-ду-Норті)    | Бразилія | Португалія (1599—1633, 1654—1822) Нідерланди (1633—1654)                               |
| Фуерте Сан-Міґель (Уругвай) (порт. Fuerte San Miguel)                               | 1737      | Неушкоджено |       | Д'єсіочо-де-Хуліо              | Уругвай  | Португалія (1737—1763) Іспанія (1763—1816) Португалія (1816—1822) Бразилія (1822—1828) |
| Форт Сан-Марсело (порт. São Marcelo Fort)                                           | 1608-1623 | Неушкоджено |       | Салвадор (Бразилія)            | Бразилія | Португалія (1608—1822) Нідерланди (1624—1625)                                          |

### Азія
| Name                                                                                  | Built      | Condition                 | Image                                 | Місце                | Країна            | Історія |
| ------------------------------------------------------------------------------------- | ---------- | ------------------------- | ------------------------------------- | -------------------- | ----------------- | --- |
| Фортеця Малака (порт. Fortaleza de Malaca)                                            | 1511       | Частково                  |                                       | Малакка (місто)      | Малайзія          | Португалія (1511—1641) Нідерланди (1641—1795, 1818—1824) Велика Британія (1795—1818, 1824—1956) Японія (1942—1945)                                        |
| Форт Алжалалі (порт. Forte Aljalali)                                                  | 1586       | Відновлено                |                                       | Маскат               | Оман              | Португалія (1586—1650) Маскат і Оман (1650—1820) Маскат і Оман (1820—1892) Велика Британія (1892—1970)                                                    |
| Форт Аріппу                                                                           | 17 ст.     | Руїни                     |                                       | Маннар               | Шрі Ланка         | Португалія (17 століття—1658) Нідерланди (1658—1796) Велика Британія (1796—1948)                                                                          |
| Форт Балібо                                                                           | 1645-1665  | Неушкоджено               |                                       | Балібо               | Східний Тимор     | Португалія (1645—1975) Індонезія (1975—1999) UNTAET (1999—2002)                                                                                           |
| Форт Баттікалоа                                                                       | 1622-1628  | Неушкоджено               |                                       | Баттікалоа           | Шрі Ланка         | Португалія (1622—1638) Нідерланди (1638—1796) Велика Британія (1796—1948)                                                                                 |
| Замок де Аґуада (порт. Castella de Aguada)                                            | 1640       | Неушкоджено               |                                       | Мумбаї               | Індія             | Португалія (1640—1661) Велика Британія (1661—1947) |
| Форт Шапора (порт. Forte de Chaporá)                                                  | 1717       | Руїни                     |                                       | Чапора               | Індія             | Португалія (1717—1961) |
| Фортеця Кранганор (порт. Fortaleza de Cranganor)                                      | 1523       | Руїни                     |                                       | Кондунгаллур         | Індія             | Португалія (1523—1662) Нідерланди (1662—1796) Велика Британія (1796—1947)                                                                                 |
| Форт Донгрі (порт. Forte de Dongri)                                                   | 1596       | Руїни (збереглася церква) |                                       | Мумбаї               | Індія             | Португалія (1596—1661) Велика Британія (1661—1947) |
| Фортеця Аґуада (порт. Fortaleza da Aguada)                                            | 1612       | Неушкоджено               |                                       | Сінкверім            | Індія             | Португалія (1612—1961) |
| Форт Алмірані (порт. Forte Almirani)                                                  | 16 ст.     | Відновлено                |                                       | Маскат               | Оман              | Португалія (16 століття—1650) Османська імперія (1552, 1581—1588) Маскат і Оман (1650—1820) Маскат і Оман (1820—1892) Велика Британія (1892—1970)         |
| Фортеця Анжедіва (порт. Fortaleza de Angediva)                                        | 1505       | Знищено                   |                                       | Анжедіва             | Індія             | Португалія (1505—1961) |
| Фортеця Діу (порт. Fortaleza de Diu)                                                  | 1535       | Неушкоджено               |                                       | Діу                  | Індія             | Португалія (1535—1961) |
| Форт Емануел                                                                          | 1503       | Руїни                     |                                       | Кочі (Індія)         | Індія             | Португалія (1503—1663) Нідерланди (1663—1795) Велика Британія (1795—1947)                                                                                 |
| Форт Каштела                                                                          | 1522       | Руїни                     |                                       | Тернате              | Індонезія         | Португалія (1522—1575) Султанат Тернате (1575—1606) Іспанія (1606—1663) Нідерланди (1663—1942, 1945—1946) Японія (1942—1945) Східна Індонезія (1946—1950) |
| Форт Богоматері Зачаття де Ормуз (порт. Forte de Nossa Senhora da Conceição de Ormuz) | 1515       | Частково                  |                                       | Ормуз (місто)        | Іран              | |
| Форт Святого Антонія Сімборського (порт. Forte de Santo António de Simbor)            | 16 ст.     | Відновлено                |                                       | Сімбор               | Індія             | Португалія (16 століття—1961) |
| Замок Тарут                                                                           | 1515-1520  | Неушкоджено               |                                       | Тарут                | Саудівська Аравія | Португалія (1515—1559) |
| Фортеця ду Монте порт. Fortaleza do Monte                                             | 1617-1626  | Неушкоджено               |                                       | Макао                | Китай             | Португалія (1617—1999) |
| Форт Ґалле (порт. Forte de Galle)                                                     | 1584       | Неушкоджено               |                                       | Ґалле (Шрі-Ланка)    | Шрі Ланка         | |
| Форт Годбундер (порт. Forte de Ghodbunder)                                            | 1550-1730  | Руїни                     |                                       | Тхане                | Індія             | Португалія (1550—1737) Імперія Маратха (1737—1818) Велика Британія (1818—1947)                                                                            |
| Фортеця Гуя (порт. Fortaleza da Guia)                                                 | 1622-1638  | Неушкоджено               |                                       | Макао                | Китай             | Португалія (1622—1999) |
| Фотр Ель-Хасаб                                                                        | 17 ст.     | Відновлено                |                                       | Ель-Хасаб            | Оман              | |
| Фортеця Морро де Шауль (порт. Fortaleza do Morro de Chaul)                            | 1521       | Руїни                     |                                       | Корлай               | Індія             | Ахмеднагарський султанат (1521—1594) Португалія (1594—1739) Імперія Маратха (1739—1818) Велика Британія (1818—1947)                                       |
| Форт Мадх [Архівовано 12 лютого 2012 у Wayback Machine.]                              | 17 ст.     | Неушкоджено               |                                       | Мумбаї               | Індія             | Португалія (17 століття) Велика Британія (1661—1947) |
| Форт Мутра                                                                            | 1580-ті рр | Неушкоджено               |                                       | Маскат               | Оман              | Португалія (1580-і—1650) Маскат і Оман (1650—1820) Маскат і Оман (1820—1892) Велика Британія (1892—1970)                                                  |
| Башта Паліпорау (порт. Torre de Paliporão)                                            | 1503       | Неушкоджено               |                                       | Кочі (Індія)         | Індія             | Португалія (1503—1663) Нідерланди (1663—1795) Велика Британія (1795—1947)                                                                                 |
| Форт Пунірін                                                                          | 17 ст.     | Руїни                     |                                       | Пунакарі             | Шрі Ланка         | Португалія (17 століття—1658) Нідерланди (1658—1796) Велика Британія (1796—1948)                                                                          |
| Португальський форт (Джепара)                                                         | 17 ст.     | Неушкоджено               | Файл:Area Benteng Portugis Jepara.JPG | Джепара (регентство) | Індонезія         | Султанат Матарам (17 століття—1743) Нідерланди (1743—1811, 1814—1942) Велика Британія (1811—1814) Японія (1942—1945)                                      |
| Кешм (острів) (порт. Forte de Queixome)                                               | 16 ст.     | Руїни                     |                                       | Ормуз                | Іран              | |
| Редут радника Джакінту Кандіду (порт. Reduto do Conselheiro Jacinto Candido)          | 1655       | Неушкоджено               |                                       | Бобонару             | Східний Тимор     | Португалія (1655—1975) Індонезія (1975—1999) UNTAET (1999—2002)                                                                                           |
| Фортеця Чаул (порт. Fortaleza de Chaul)                                               | 1524       | Руїни                     |                                       | Ревданда             | Індія             | Португалія (1524—1806) Імперія Маратха (1806—1818) Велика Британія (1818—1947)                                                                            |
| Форт Сент-Анджело (Каннур) (порт. Fortaleza de Santo Ângelo de Cananor)               | 1505       | Неушкоджено               |                                       | Каннур               | Індія             | |
| Фортеця Сан-Томе (порт. Fortaleza da São Tomé)                                        | 1518       | Руїни                     |                                       | Коллам               | Індія             | Португалія (1518—1661) Нідерланди (1661—1795) Велика Британія (1795—1947)                                                                                 |